# Militaris sacrata
Lex Militaris sacrata va ser una llei romana establerta pel dictador Marc Valeri Corv l'any 342 aC, que prohibia esborrar el nom de cap soldat sense el seu consentiment i permetia que un soldat passés d'una legió a una altra si demostrava enemistat manifesta amb el comandant; els que havien estat tribuns militars en una legió no podrien ascendir a la mateixa legió a conductors d'ordes.